# Campionati europei giovanili di nuoto 1976
I VI Campionati europei giovanili di nuoto e tuffi si sono disputati ad Oslo dal 5 agosto all'8 agosto 1976. A partire da questa edizione i campionati si disputano negli anni pari.
Hanno partecipato alla manifestazione le federazioni iscritte alla LEN; questi sono i criteri di ammissione:
- le nuotatrici e i nuotatori che nel 1976 non superavano i 15 anni d'età (nati non prima del 1961)
- Le tuffatrici e i tuffatori che nel 1976 non superavano i 16 anni d'età (nati non prima del 1960)

## Podi

### Uomini
| Evento       | Oro               | Punti    | Argento            | Punti    | Bronzo            | Tempo    |
| Stile libero |                   |          |                    |          |                   |          |
| 100 m        | Volker Kuchler    | 55"48    | Paulo Frischknecht | 55"60    | Oliver Propp      | 55"72    |
| 400 m        | Fabio Bracaglia   | 4'03"95  | Borut Petrič       | 4'04"12  | Sergei Kiseliev   | 4'09"86  |
| 1500 m       | Borut Petrič      | 16'06"39 | Fabio Bracaglia    | 16'11"77 | Dimitri Selivanov | 16'37"55 |
| Dorso        |                   |          |                    |          |                   |          |
| 100 m        | Viktor Kuznetsov  | 1'01"80  | Vladimir Vassiliev | 1'02"17  | Thomas Lebherz    | 1'02"78  |
| 200 m        | Per Axelsson      | 2'12"14  | Vladimir Vassiliev | 2'12"29  | Thomas Lebherz    | 2'14"22  |
| Rana         |                   |          |                    |          |                   |          |
| 100 m        | Karsten Krause    | 1'08"77  | Arsen Miksarov     | 1'09"58  | Mikael Tredahl    | 1'10"03  |
| 200 m        | Götz Felgenträger | 2'29"23  | Gunnar Quaas       | 2'29"59  | Falk Becker       | 2'30"67  |
| Farfalla     |                   |          |                    |          |                   |          |
| 100 m        | Carlo Rossato     | 59"17    | Sergei Kiseliev    | 59"23    | Uwe Berg          | 1'00"36  |
| 200 m        | Sergei Kiseliev   | 2'08"46  | Borut Petrič       | 2'08"91  | Carlo Rossato     | 2'10"94  |
| Misti        |                   |          |                    |          |                   |          |
| 200 m        | John Cotton       | 2'16"41  | Krasimir Tumanov   | 2'16"61  | Tomasz Wolski     | 2'16"99  |

### Donne
| Evento       | Oro             | Punti   | Argento             | Punti   | Bronzo              | Tempo   |
| Stile libero |                 |         |                     |         |                     |         |
| 100 m        | Petra Priemer   | 57"91   | Andrea Pollack      | 58"52   | Mora Houston        | 1'00"68 |
| 400 m        | Petra Thümer    | 4'21"33 | Carine Verbauwen    | 4'25"60 | Agnes Jansen        | 4'26"84 |
| 800 m        | Petra Thümer    | 8'56"44 | Carine Verbauwen    | 8'57"59 | Heike Seidel        | 9'06"32 |
| Dorso        |                 |         |                     |         |                     |         |
| 100 m        | Antje Stille    | 1'04"79 | Gabriella Verrasztó | 1'05"67 | Annette Sittner     | 1'06"03 |
| 200 m        | Antje Stille    | 2'16"58 | Daniela Beier       | 2'20"71 | Gabriella Verrasztó | 2'21"53 |
| Rana         |                 |         |                     |         |                     |         |
| 100 m        | Carola Nitschke | 1'13"58 | Ramona Reinke       | 1'14"86 | Ingela Havås        | 1'16"62 |
| 200 m        | Carola Nitschke | 2'39"37 | Martina Thran       | 2'43"39 | Ann-Christian Busk  | 2'44"63 |
| Farfalla     |                 |         |                     |         |                     |         |
| 100 m        | Andrea Pollack  | 1'00"76 | Annette Sittner     | 1'04"34 | Cinzia Rampazzo     | 1'05"66 |
| 200 m        | Andrea Pollack  | 2'12"71 | Annette Fiebig      | 2'16"00 | Cinzia Rampazzo     | 2'21"43 |
| Misti        |                 |         |                     |         |                     |         |
| 200 m        | Petra Priemer   | 2'21"64 | Daniela Beier       | 2'25"47 | Joanna Pizon        | 2'27"79 |

### Tuffi
| Evento        | Oro                  | Punti  | Argento            | Punti  | Bronzo                      | Punti  |
| Uomini        |                      |        |                    |        |                             |        |
| trampolino 3m | Georgi Kuzmin        | 438,80 | Reiner Kleemann    | 414,30 | Aleksandr Stalievič Portnov | 385,50 |
| piattaforma   | Aleksandr Kovaleskov | 399,65 | Vladimir Lobyntsev | 385,60 | Ralf Scheppers              | 383,25 |
| Donne         |                      |        |                    |        |                             |        |
| trampolino 3m | Beate Jahn           | 364,35 | Martina Jäschke    | 355,95 | Anna Dudina                 | 355,20 |
| piattaforma   | Anna Dudina          | 295,80 | Galina Pianova     | 290,50 | Beate Jahn                  | 284,55 |

## Medagliere
- Totale

| Posizione | Paese            | Oro | Argento | Bronzo | Totale |
| --------- | ---------------- | --- | ------- | ------ | ------ |
| 1         | Germania Est     | 11  | 8       | 4      | 23     |
| 2         | Unione Sovietica | 5   | 6       | 4      | 15     |
| 3         | Germania Ovest   | 3   | 2       | 5      | 10     |
| 4         | Italia           | 2   | 1       | 3      | 6      |
| 5         | Jugoslavia       | 1   | 2       | 0      | 3      |
| 6         | Svezia           | 1   | 0       | 3      | 4      |
| 7         | Gran Bretagna    | 1   | 0       | 1      | 2      |
| 8         | Belgio           | 0   | 2       | 0      | 2      |
| 9         | Ungheria         | 0   | 1       | 1      | 2      |
| 10=       | Portogallo       | 0   | 1       | 0      | 1      |
| 10=       | Bulgaria         | 0   | 1       | 0      | 1      |
| 12        | Polonia          | 0   | 0       | 2      | 2      |
| 12        | Paesi Bassi      | 0   | 0       | 1      | 1      |
| totale    |                  | 24  | 24      | 24     | 72     |

- Nuoto

| Posizione | Paese            | Oro | Argento | Bronzo | Totale |
| --------- | ---------------- | --- | ------- | ------ | ------ |
| 1         | Germania Est     | 10  | 7       | 3      | 20     |
| 2         | Germania Ovest   | 3   | 1       | 4      | 8      |
| 3         | Unione Sovietica | 2   | 4       | 2      | 8      |
| 4         | Italia           | 2   | 1       | 3      | 6      |
| 5         | Jugoslavia       | 1   | 2       | 0      | 3      |
| 6         | Svezia           | 1   | 0       | 3      | 4      |
| 7         | Gran Bretagna    | 1   | 0       | 1      | 2      |
| 8         | Belgio           | 0   | 2       | 0      | 2      |
| 9         | Ungheria         | 0   | 1       | 1      | 2      |
| 10=       | Portogallo       | 0   | 1       | 0      | 1      |
| 10=       | Bulgaria         | 0   | 1       | 0      | 1      |
| 12        | Polonia          | 0   | 0       | 2      | 2      |
| 12        | Paesi Bassi      | 0   | 0       | 1      | 1      |
| totale    |                  | 20  | 20      | 20     | 60     |

- Tuffi

| Posizione | Paese            | Oro | Argento | Bronzo | Totale |
| --------- | ---------------- | --- | ------- | ------ | ------ |
| 1         | Unione Sovietica | 3   | 2       | 2      | 7      |
| 2         | Germania Est     | 1   | 1       | 1      | 3      |
| 3         | Germania Ovest   | 0   | 1       | 1      | 2      |
| totale    |                  | 4   | 4       | 4      | 12     |